# تاتيانا تورو
تاتيانا تورو (بالإنجليزية: Tatiana Toro؛ بالإسبانية: Tatiana Toro) هي رياضياتية أمريكية وكولومبية، ولدت في 1964 في بوغوتا في كولومبيا.